# Високофрекветна хирургија
Хирургија високих фреквенција (у даљем тексту ВФ-хирургија) или електрохирургија подразумева пролазак високофреквентне наизменичне струје кроз човеково тело са циљем да се ткиво намерно оштети или пресече изазивањем загревања. Дијатермија или електрокаустикум (од грчког kaustos — „спаљено") је оперативна метода пресецања ткивних структура или потпуног уклањања ткива (каутеризација) помоћу електрокаутера. Главна предност у односу на класичну технику резања скалпелом је могућност истовремене коагулације крвних судова и заустављања крварења током резања. Користе се и називи електрохируршки апарат и електроскалпел.

## Примена
За разлику од механичког резања ткива (нпр. скалпелом), електрокаутер користи кратке, интензивне електричне струје које, у зависности од трајања, ткиво пресецају или испаравају.
Године 1928. Франц Кајсер (1885–1942) је увео електрохируршко лечење малигних тумора. Електрокаустичка техника је данас широко распрострањена и користи се у готово свим рутинским операцијама, нарочито као практичан, брз и углавном безбедан начин затварања малих и средњих крвних судова ради интраоперативне хемостазе. Посебно је важна у дерматологији, али и у областима где је приступ тежак и где би осетљиво околно ткиво могло бити оштећено. Због тога је електрокаустика пожељна метода у неурохирургији, нарочито код стереотактичких операција као што је цингулотомија.
При ресекцији малигних тумора, употреба електромеша у близини тумора треба да се избегава, јер патолог не може проценити опечене резне површине и не може да утврди да ли је тумор потпуно („in sano") уклоњен. Међутим, дозвољено је да се резне површине обраде каутером како би се уништиле потенцијалне туморске ћелије (наравно, не са стране препарата).

## Физички принцип
ВФ-електрохирургија се заснива на Џуловом закону.
Када електрична струја пролази кроз људско тело, јављају се три ефекта:
- стимулација нерва
- електролиза
- џулова топлота

У хирургији високих фреквенција користи се управо ефекат загревања. Код високофреквентне наизменичне струје, електролиза и стимулација нерва су минималне.
Топлотна снага генерисана по волумену ткива {\displaystyle \Delta V} је по Џуловом закону директно пропорционална специфичном отпору {\displaystyle \rho } и квадрату густине струје {\displaystyle J}:
{\displaystyle \Delta Q=\rho \cdot J^{2}\cdot \Delta V\cdot \Delta t}
Уобичајене вредности густине струје {\displaystyle J} су 1–6 A/cm2. На ефекат и изглед реза утичу:
- густина струје
- време деловања, односно брзина кретања електроде
- облик електроде
- облик струје
- стање ткива

## Технике примене

### Монополарна техника
Најчешће се користи монополарна техника. Један пол ВФ-генератора се преко што веће површине неутралне електроде повезује са пацијентом. Ова електрода се назива неутрална електрода. Други пол је повезан са хируршким инструментом, који представља активну електроду. Струја тече путем најмањег отпора од активне до неутралне електроде. Највећа густина струје је у непосредној близини активне електроде, где је и најјачи термички ефекат. Густина струје опада са квадратом удаљености.
Неутрална електрода треба да буде што већих димензија како би се густина струје у телу смањила и спречиле опекотине. Кожа испод неутралне електроде се због велике површине не загрева осетно. Постоје строге безбедносне мере при постављању неутралне електроде. Исправна позиција и добар контакт су кључни за спречавање опекотина.
Код монотеминалне технике, варијанте монополарне, неутрална електрода се изоставља. Генератор је једнострано уземљен, а капацитивни отпор тела према земљи затвара струјни круг. Ова метода се користи само при малим струјама (нпр. стоматологија, дерматологија) због могућности варијација отпора и струје.

### Биполарна техника
Код биполарне технике струја пролази само кроз мали део тела — онај где се жели хируршки ефекат. Две изоловане електроде се доводе директно на оперативно поље. Струјни круг се затвара преко ткива између електрода (нпр. врхови пинцете).
У односу на монополарну технику, потребно је 20–30% мање снаге. Околно ткиво се не оштећује, а мерења на пацијенту (нпр. ЕКГ) се не ремете. Ова метода је погодна за прецизне интервенције као што су микро-, неуро- и ОРЛ-хирургија.

## Фреквентни опсег
Употребљени фреквентни опсег је обично између 300 kHz и 4 MHz. Испод 300 kHz, а посебно испод 100 kHz, јављају се нежељене контракције мишића (фарадизација).
Горња граница је одређена капацитивним струјама електрода и каблова, као и појавом нежељеног зрачења. У пракси се ретко прелази 4 MHz. Могу се јавити и нискофреквентни импулси који изазивају нежељене ефекте, па се у струјни круг додају кондензатори мањи од 2,5 nF ради потискивања ових компоненти.

## Ткиво као електрични проводник
При ВФ-фреквенцијама, ткиво се понаша као Омов отпорник. Специфични отпор зависи од врсте ткива. По Џуловом закону, при константној струји, снабдевање ткива енергијом је пропорционално његовом специфичном отпору. Долази до губитака услед одвођења топлоте, прокрвљености и испаравања.
Специфични отпор мишића и добро прокрвљених ткива је низак, док је код масног ткива око 15 пута, а код кости око 1000 пута већи.
| Врста ткива (1 MHz) | Специфични отпор \(\rho\) [kΩ·cm] |
| ------------------- | --------------------------------- |
| Крв                 | 0,16                              |
| Мишић, бубрег, срце | 0,20                              |
| Јетра, слезина      | 0,30                              |
| Мозак               | 0,70                              |
| Плућа               | 1,00                              |
| Масно ткиво         | 3,30                              |

Ефективни отпор зависи и од врсте и облика електроде, као и од степена оштећења ткива (након стварања опекотине, отпор расте и до 10 пута).

## Техника апарата
За ВФ-електрохирургију се најчешће користе генератори са максималном снагом од 400 W. Излазни напон у празном ходу може достићи до 4 kV. У стоматологији и офталмологији користе се слабији уређаји (до 50 W).
Блок-дијаграм приказује принцип рада генератора: осцилатор генерише радну фреквенцију (~700 kHz), која преко појачивача управља крајњи степен. Осцилатор се за површинску коагулацију модулише са око 20 kHz у односу 1:5. Два потенциометара омогућавају подешавање напона за резање и коагулацију. У крајњем степену су више снажни транзистори повезани паралелно ради веће поузданости.
Секундарни круг трансформатора води преко високонапонских кондензатора до активне и неутралне електроде. Прикључак неутралне електроде може бити директно или капацитивно уземљен, или симетрично у односу на активну електроду. Безбедносни системи обезбеђују да генератор ради само ако су обе електроде добро повезане са пацијентом — у супротном се апарат искључује и оглашава аларм.
Ако је неутрална електрода прикључена на уређај, али није на пацијенту, апарат не сме да ради, јер може доћи до нежељених опекотина. Код симетричног рада, напони на неутралној електроди могу изазвати струје према земљи ако се не компензују са струјама активне електроде. Код биполарних инструмената (нпр. пинцета са две електроде), препоручује се симетричан рад ради избегавања струја кроз тело.

### Надзор контакта
Да би се избегле опекотине или електрошокови, мора се обезбедити да ВФ-струја увек протиче преко неутралне електроде. Због тога снажни уређаји имају сигурносне склопове који надзиру збир струја ка активним и неутралним електродама. Ако се струје не поклапају, апарат се искључује.
Друга метода је увођење тест-напонa преко ВФ-струјног круга ради контроле контакта са ткивом.

## Врсте примене

### Коагулација
Брза и ефикасна хемостаза се користи кад нема спонтане коагулације и замењује скупе фибринске лепкове или сложене лигатуре код малих судова.
Термин коагулација обухвата две технике: дубинску коагулацију и електричну хемостазу.
Код дубинске коагулације, ткиво се загрева на 50–80 °C, најчешће кугластим, плочастим или ваљкастим електродама, са великом густином струје и без модулације импулса. Превелика снага доводи до стварања опекотина („карбонизација"), што ограничава даље ширење топлоте. Ако је снага мала, а време деловања дуго, ткиво око електроде се „кува" дубље од пречника електроде.
За хемостазу се користе пинцете као електроде; крвни судови се хватају врховима инструмента и затварају дехидратацијом. Рад се врши у биполарном режиму, а ретко монополарном. За ситна крварења користе се велике електроде са модулисаном струјом.
Специјалне технике: фулгурација (површинска коагулација варничењем са врха електроде), десиказија (коагулација убодном електродом).

#### Soft коагулација
Ради се са ниским напоном испод 190 V, без варничења и нежељених резова, чиме се спречава карбонизација.

#### Форсирана коагулација
Користи се напон до 2,65 kV, стварају се мањи лукови за дубљу коагулацију, али је карбонизација честа. Обично се користе мале кугласте електроде.

#### Spray коагулација
При напонима до 4 kV стварају се дуги и јаки лукови који јако загревају ткиво. Могуће компликације:
- лепљење електроде (soft и форсирана коагулација)
- код сувог ткива нема протока струје и не може се коагулисати

### Електротомија
Електротомија је резање ткива ВФ-апаратом уместо скалпелом. Користи се игла или уска електрода у монополарном режиму, а новије и биполарне маказе.
Резање се заснива на експлозији ћелија у близини активне електроде. Густина струје расте са квадратом приближавања електроди, а топлотна снага са четвртом потенцијом обрнуте удаљености, што омогућава веома локализован ефекат.
Са обе стране реза ткиво је површински коагулисано. Дубина коагулације зависи од ткива и брзине резања. Разликује се глатки и опечени рез: глатки се постиже немодулисаном или ниско модулисаном струјом, а опечени импулсном струјом са већом модулацијом — што даје јачу површинску коагулацију и мање крварења.

## Безбедносне мере
Опште мере безбедности код монополарне електрохирургије:
- Пацијент мора бити изолован на операционом столу (суве крпе, пластичне подлоге).
- Избегавати контакт са металним деловима и проводним цревима.
- У кожним и грудним наборима, као и између екстремитета, користити суве подметаче.
- Неутрална електрода треба да буде што ближе оперативном пољу, али ван стерилне зоне.
- Обезбедити што већу површину и добар контакт неутралне електроде.
- Не дозволити да течности доспеју испод неутралне електроде.
- Користити раздвојене неутралне електроде са надзором контакта.
- Каблове електрода држати што краћим, а снагу што мањом.
- За преоперативни надзор користити само ЕКГ каблове са високим отпором или ВФ-дроселама.
- При коришћењу експлозивних анестетика, користити заштитни гас.
- Водити рачуна да струја од активне до неутралне електроде не пролази кроз срце.
- Применити стандарде DIN EN 60601-1 и DIN EN 60601-2-2 за безбедност.[5]